# Emma Holmgren
Emma Ida Emilia Holmgren (Uppsala, 13 de maig de 1997) és una futbolista sueca que juga com a portera del Llevant UE.
Holmgren va començar la seua carrera amb el Gamlis FF suec de sisena divisió. Abans de la temporada 2012, va fitxar pel Gamla Upsala a la quarta categoria sueca. El 2014, Holmgren va fitxar pel club suec de segona divisió Sirius.
Abans de la temporada 2021, va fitxar per Eskilstuna a la màxima categoria sueca. El 2021, va fitxar per l'Olympique Lyonnais, ajudant-los a guanyar la lliga.